# Hedyotis fruticulosa
Hedyotis fruticulosa là một loài thực vật có hoa trong họ Thiến thảo. Loài này được (Volkens) Merr. mô tả khoa học đầu tiên năm 1919.